# Saint-Fulgent
Saint-Fulgent település Franciaországban, Vendée megyében. Lakosainak száma 3924 fő (2022. január 1.). Saint-Fulgent Bazoges-en-Paillers, Beaurepaire, Chavagnes-en-Paillers, Les Herbiers, Mesnard-la-Barotière, Saint-André-Goule-d’Oie, Vendrennes és L’Oie községekkel határos.

## Népesség
A település népessége az elmúlt években az alábbi módon változott:
| Lakosok száma | 3729 | 3787 | 3915 | 3792 | 3803 | 3814 | 3839 | 3860 | 3924 |
|               | 2013 | 2015 | 2016 | 2017 | 2018 | 2019 | 2020 | 2021 | 2022 |